# Kleite (Gattin des Erylaos)
Kleite (altgriechisch Κλείτη Kleítē oder Κλειτή Kleitḗ, lateinisch Clite) ist eine Gestalt der griechischen Mythologie.
Die Troerin Kleite ist die Gattin des Erylaos und Mutter des am Ufer des Kaïkos in Mysien geborenen Meilanion. Ihr Gatte wird im Trojanischen Krieg von Patroklos im Kampf mit einem Steinwurf gegen die Stirn getötet, ihr Sohn stirbt, von einer Lanze des Antiphos getroffen, ebenfalls im Trojanischen Krieg.